# Couteuges

Couteuges este o comună în departamentul Haute-Loire, Franța. În 2009 avea o populație de 305 de locuitori.